# Dragonland
Dragonland est un groupe suédois de power metal symphonique, originaire de Göteborg. Le dernier album studio en date, Under the Grey Banner, est publié en novembre 2011 au label AFM Records.

## Biographie
Le groupe se forme durant l'été 1999, à Göteborg,, mais le batteur de l'époque Magnus Olin décide de quitter le groupe. Jonas Heidgert (le chanteur du groupe) prend alors le rôle de batteur en attendant de trouver un remplaçant. En 2000, le groupe sort un premier disque démo sur le site MP3.com, qui connait un grand succès. C'est à cette date que Daniel Kvist quitte le groupe ; il est remplacé par Olof Mörck.
En 2001, le groupe sort son premier album studio, intitulé The Battle of the Ivory Plains, et en 2002 son deuxième, Holy War. À cette même époque, Robert Willstedt devient le nouveau batteur ; il ne le restera qu'un an, avant d'être remplacé par Jesse Lindskog. Les paroles des deux premiers disques se basent sur la série des romans Lancedragon. En 2004, le groupe signe au label Century Media Records, sort son troisième album Starfall et en 2006 son quatrième album Astronomy. Avant la sortie du dernier, le groupe publie le single Contact. Pendant l'année 2007, leur bassiste Christer Pederson quitte le groupe et est remplacé par Anders Hammer. En 2009, sur leur MySpace officiel, le groupe donne des nouvelles sur leur nouveau disque qui devrait sortir en 2011.
Le premier single de leur nouvel album s'appelle The Shadow of the Mithril Mountains. En mars 2011, le groupe annonce sa signature au label AFM Records et entre le même mois en studio. En septembre 2011, ils annoncent leur nouvel opus, Under the Grey Banner, pour le 18 novembre via AFM Records. En octobre 2011, ils ouvrent officiellement leur site web. Pour célébrer son 15e anniversaire, le groupe annonce la réédition de ses deux premiers albums en 2014.

## Membres

### Membres actuels
- Jonas Heidgert – chant (depuis 1999), batterie (1999-2002)
- Olof Mörck – guitare solo, guitare acoustique, guitare classique, guitare rythmique (depuis 2000)
- Elias Holmlid – claviers, piano (depuis 2000)
- Jesse Lindskog – batterie (2002-2011), guitare (depuis 2011)
- Anders Hammer – basse (depuis 2007)
- Johan Nunez - drums (depuis 2014)

### Anciens membres
- Magnus Olin – batterie (1999)
- Daniel Kvist – guitare (1999-2000)
- Christer Pederson – basse (1999-2007)
- Robert Willstedt – batterie (2002)
- Nicklas Magnusson – guitare solo, guitare classique, guitare rythmique (1999-2011)
- Morten Løwe Sørensen – batterie (2011-2014)

## Discographie
- 2000 : Storming Across Heaven (démo)
- 2001 : The Battle of the Ivory Plains
- 2002 : Holy War
- 2004 : Starfall
- 2006 : Astronomy
- 2011 : Under the Grey Banner